# ألفونسو نييتو
ألفونسو نييتو (بالإسبانية: Alfonso Nieto Martínez) هو لاعب كرة قدم مكسيكي في مركز الهجوم، ولد في 30 أكتوبر 1991 في مدينة مكسيكو في المكسيك. لعب مع نادي أونيفرسيداد ناسيونال.

## وصلات خارجية
- ألفونسو نييتو على موقع Soccerway.com (الإنجليزية)
- ألفونسو نييتو على موقع AS.com (الإسبانية)